# Ръжевотеменен папагал
Ръжевотеменен папагал (Pionites leucogaster) е вид птица от семейство Папагалови (Psittacidae). Видът е световно застрашен, със статут Уязвим.